# جولي هايدون
جولي هايدون (بالإنجليزية: Julie Haydon)‏ هي ممثلة أمريكية، ولدت في 10 يونيو 1910 في أوك بارك في الولايات المتحدة، وتوفيت في 24 ديسمبر 1994 في لاكروس في الولايات المتحدة بسبب سرطان.

## وصلات خارجية
- جولي هايدون على موقع IMDb (الإنجليزية)
- جولي هايدون على موقع تيرنر كلاسيك موفيز (الإنجليزية)
- جولي هايدون على موقع أول موفي (الإنجليزية)
- جولي هايدون على موقع قاعدة بيانات برودواي على الإنترنت (الإنجليزية)
- جولي هايدون على موقع قاعدة بيانات الفيلم (الإنجليزية)